# ریچارد الفمن
ریچارد الفمن (انگلیسی: Richard Elfman؛ زادهٔ ۶ مارس ۱۹۴۹) یک کارگردان اهل ایالات متحده آمریکا است.